# آب‌بندی (آزمایش)

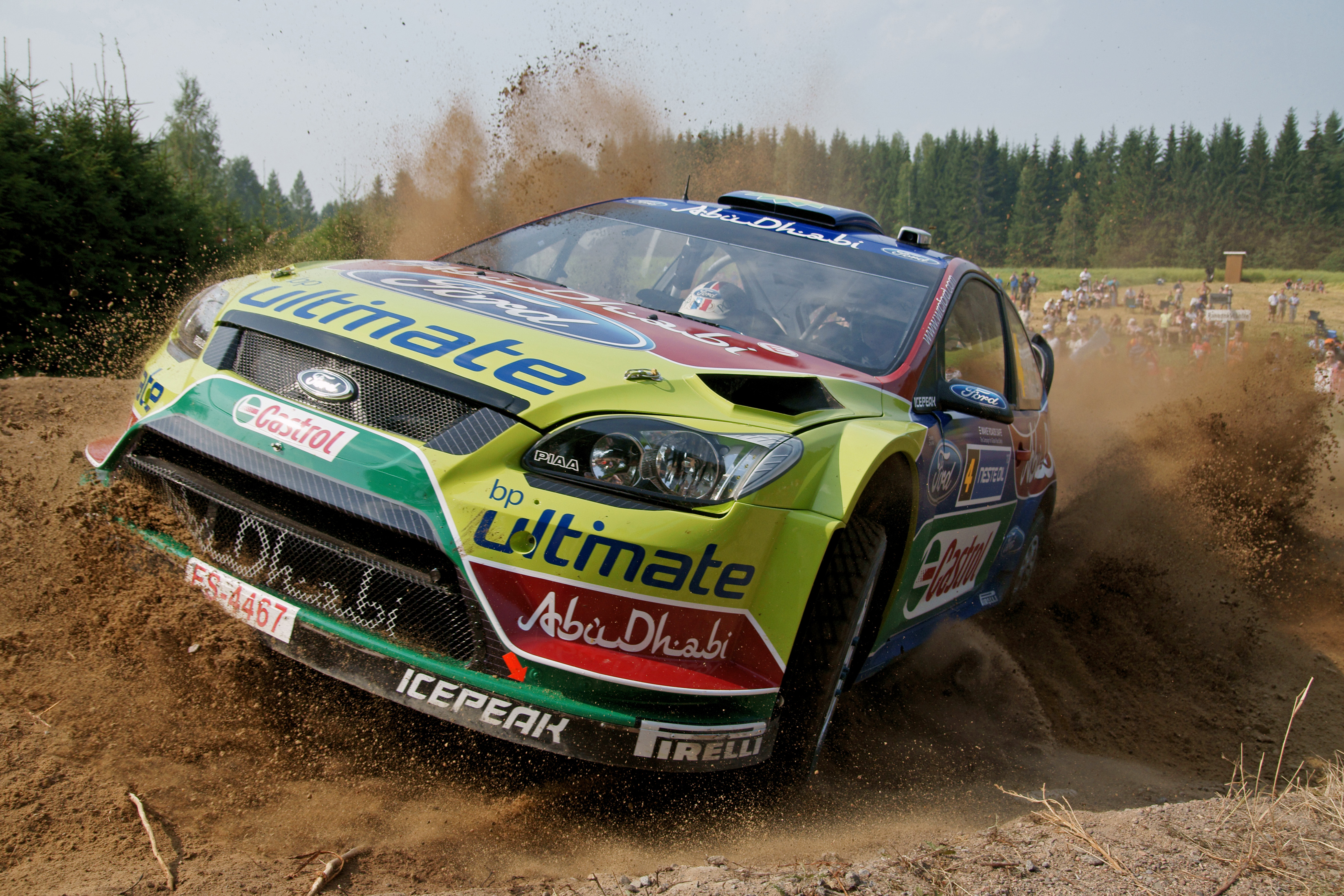
یاری‌ماتی لات‌والا، برنده مسابقات رالی نفت نست فنلاند ۲۰۱۰، در حال رانندگی با ماشین خود در آب‌بندی مورامه

آب‌بندی (به انگلیسی: shakedown) یا آزمون آب‌بندی یک دوره آزمایش یا یک سفر آزمایشی است که توسط یک کشتی، هواپیما یا سایر شناورها و خدمه آن قبل از اعلام عملیاتی انجام می‌شود. از نظر آماری، نسبتی از اجزاء پس از استفاده نسبتاً کوتاهی از کار می‌افتند و می‌توان انتظار داشت که آنهایی که در این دوره باقی می‌مانند، مدت طولانی‌تری و مهم‌تر از آن طول‌عمر پیش‌بینی‌پذیر داشته باشند. به عنوان مثال، اگر پیچ و مهره‌ای دارای نقص پنهان در هنگام ساخت باشد، به اندازه سایر پیچ‌ها از همان نوع قابل اعتماد نخواهد بود.

## نمونه رویه‌ها

### ماشین‌های مسابقه ای
اکثر خودروهای مسابقه ای قبل از استفاده در یک جلسه مسابقه نیاز به آزمون «آب‌بندی» دارند. به عنوان مثال، در ۳ می ۲۰۰۶، لوکا بادوئر برای آماده شدن برای گرندپری اروپا در پیست نوربرگ‌رینگ، آب‌بندی را برروی هر سه خودروی فرمول یک فراری در پیست فیورانو اجراکرد. بادور در آن زمان راننده آزمایشی تیم فرمول یک فراری بود، در حالی که رانندگان اصلی مایکل شوماخر و فیلیپه ماسا بودند.

### هواپیما
آب‌بندی‌های هواپیما سامانه‌های اویونیکس، کنترل‌های پرواز، همه سامانه‌ها و قابلیت پرواز کلی بدنه هواپیما را بررسی می‌کنند. در هواپیما دو شکل آزمون آب‌بندی وجود دارد: آزمایش آب‌بندی کلی طرح با آزمایش‌های پروازی، و آزمایش آب‌بندی هواپیماهای منفرد.

### کشتی
لرزش برای یک کشتی به‌طور کلی به عنوان کارآزمایی دریایی شناخته می‌شود. اولین سفر پس از یک آب‌بندی موفقیت‌آمیز انجام می‌شود. با این حال، برای کشتی‌های جنگی، زمانی که خدمه جدید با کشتی آشنا می‌شوند و با یکدیگر به عنوان یک واحد عملیات می‌کنند، دوره پسا-راه‌اندازی‌موقت تمدید می‌شود و مهارت‌شان را تا زمانی که کشتی جنگی عملیاتی در نظر گرفته شود، افزایش می‌دهد.

### پیاده‌روی
پیاده‌روی آب‌بندی زمانی است که یک کوله‌گرد در آماده‌سازی برای یک پیاده‌روی طولانی مانند مسیر آپالاچی، مسیر تاج اقیانوس آرام یا مسیر آبپخشان اقلیمی آمریکا، تجهیزات انتخابی خود را به یک سفر کوله‌گردی کوتاه‌تر می‌برد تا شایستگی مسیر خود را آزمایش کند. یک اصطلاح مرتبط، آب‌بندی کوله، یک کوهنورد تازه‌کار دارای یک کوهنورد با تجربه‌تر است که تغییراتی را در تجهیزات تازه‌کار پیشنهاد می‌کند، که اغلب به سادگی چیزهایی را پیشنهاد می‌کند که باید کنار گذاشته شوند.